# نیک رهل
نیک رهل (به انگلیسی: Nick Rahall) زاده ۲۰ مهٔ ۱۹۴۹ نمایندهٔ حوزه انتخابیه سوم ویرجینیای غربی از حزب دموکرات ایالات متحده آمریکا در مجلس نمایندگان ایالات متحده آمریکا است که برای نخستین‌بار در ۳ ژانویه ۱۹۷۷ میلادی به‌عضویت این مجلس درآمد.